# 蟻媒傳播
蚁媒传播（英语：Myrmecochory）是一种由蚂蚁散播植物种子的方式，是生态学上蚁类和植物之间重要的相互作用。大多数会通过蚁媒传播的植物都会生产带有油粒体（油质体）的种子。油质体富含脂质，蛋白质或是其他营养成分，这些成分会吸引蚂蚁。带有油质体的种子被称为散布體。
工蚁在觅食过程中将散布体带到蚁窝之后，种子上的油质体已经被去除，或将会被直接喂给蚂蚁幼虫。当油质体被消耗完，植物种子通常会被蚂蚁丢弃在蚁窝地下的废料区或是会被带出蚁巢。尽管散布体经过蚁媒传播后几乎不会散布在离亲本植株很远的地方，但是由蚁媒传播的种子能借由蚂蚁的传播在适宜生长的地点发芽，同时能避免食籽动物吃到。 常见的蚁媒传播植物有血根草，欧报春，仙客来属植物，紫堇属植物等。

## 分布和差异
世界上除了南极洲外几乎所有大陆上都有植物通过蚁媒传播。现有超过3,000种植物表现出会通过蚁媒传播。 这一传播方式在澳大利亚的干燥地区和硬叶林区以及南非荒野尤其常见。其中澳大利亚约有1500种植物通过蚁媒传播种子，南非荒野中约有1000种植物的种子通过这种方式传播。这两个地区都是地中海气候，且大多土地都比较贫瘠（尤其是土地磷含量很低）。地中海气候和不肥沃的土地通常会被用来解释蚁媒传播的原因。 蚁媒传播也会出现在北半球温带的中游生境树林（Mesic habitat）中（例如欧洲及北美洲的东部）。此外，在热带森林及干旱的沙漠中也会有此现象发生。 通过生物多样性预估，全世界应有11000到23000种蚁媒传播的植物，占所有被子植物的5%。

## 演化历史
蚁媒传播在不同科属的植物中多次独立演化而来。近期的系统发生学确认了55种科属的被子植物蚁媒传播的进化有超过100种不同的起源。伴随着许多独立的进化起源，油质体也从很多不同的亲本组织中进化演变而来。很强的选择压力和亲本组织生产油质体相对容易，这两点也可能可以解释蚁媒传播的不同起源。 这些发现也同时能说明蚁媒传播是趋同演化和植物动物互利共生的一个重要例子。另外，对蚁媒传播的植物分组谱系的比较展现了有超过一半的发展出蚁媒传播的植物谱系比没有发展出蚁媒传播的同类植物品类更丰富。这说明蚁媒传播不仅仅是大自然的趋同演化，同时也能帮助提高开花植物的品种多样化。

## 生态学意义
蚁媒传播通常被归类为一种互利共生关系，但这取决于参与蚁媒传播的物种的受益程度。一些不同因素的结合可能会创造互利共生关系的条件。植物通过蚁媒传播通常有增加散布体传播距离，使得种子散布到更有养分的坏境中，避免被火烧以及避免种子被捕食四个优点。

### 增加散布体传播距离
物种在种子和幼苗阶段会因为密度制约而死亡。蚁媒传播能扩大散布体和亲本植物间的距离，从而可能可以减少密度制约而造成的死亡率。 蚂蚁可以将种子运送到180米外的地方。但蚂蚁平均搬运种子的距离不到2米。最常见的搬运距离在0.5米到1.5米之间。可能正是因为蚂蚁搬运种子的距离有限，所以很多蚁媒传播的植物展现出了二次扩散（Diplochory）的能力。植物的种子通过两个及以上的阶段散布种子，从而能增加其种子50%以上的散布距离。

### 使得种子散布到更有养分的环境中
蚂蚁在将含有油质体的散布体搬到蚁巢后会将其油质体喂给蚂蚁幼虫吃，被消耗完油质体的植物种子就会被留在蚁巢的垃圾区中，或是被带出蚁巢，但大部分是被留在蚁巢附近的地下。蚁巢以及附近的土壤含有更丰富的营养，如氮和磷，有利于种子的萌发、出苗和建群。此外，有些生长在干燥地区的植物种子若想维持生活力，需要保持一定的湿度。干燥地区中蚁巢的湿度普遍高度附近土壤，更适宜种子发芽成长。

### 避免火烧
许多遭受频繁火烧和山火频发地区的植物都表现出了蚁媒传播的特点。许多生长于易发山火的生态系统中的植物种类都进化出了包藏种子的球果，而且种子成熟后，球果并不会立即掉落地面而是留在植物体上。这些有晚熟倾向的种子被包藏在球果内，滞留于有植物枝叶遮蔽的空中，直至山火发生使球果爆裂。靠蚂蚁将种子搬运到蚁穴也许是植物们在下一次山火来临前安全地储藏种子的一个办法。
此外，大多数蚂蚁身体上都有一些腺体, 这些腺体的分泌物具有抗菌作用, 以维持蚂蚁体表和蚁巢的卫生。种子被搬入蚁巢后受益于蚁巢的卫生，避免真菌等病原体的侵害。

### 避免种子被捕食
许多研究显示，当植物果实离开释放种子后，种子若没有被蚂蚁及时发现及搬运，则将会被食籽动物吃掉。种子损失率在30%~86%。而被蚂蚁搬运到蚁巢或地下的种子则能有效避免这种情况发生。
蚁媒传播的植物需要提供很大一部分的营养生产散布体，尤其需要限制性营养素（磷和氮）。例如，在澳大利亚一些相思树种每年都会将其吸收的很大一部分的磷用来生产含有油质体的散布体。同时，为了保护散布体不会被蚂蚁完全吃下，这些相思树种还会生产光滑坚硬的种皮（testa）。
很少有关于蚂蚁在蚁媒传播中的成本和收益的研究，所以对于蚁媒传播的蚂蚁的选择性优势（selective advantages）还有很多待理解的部分。